# Alex Pettyfer
Alexander Richard Pettyfer (Stevenage, 10 aprile 1990) è un attore, regista e modello britannico.

## Biografia
Pettyfer è nato a Stevenage, nell'Hertfordshire, figlio di Lee Ireland (nata Lee Robinson), una decoratrice di interni, e di Richard Pettyfer, un attore. Ha un fratellastro più giovane, James Ireland, giocatore di tennis, dal matrimonio di sua madre con Michael Ireland, un costruttore edile.
Pettyfer cresce a Slough e comincia la sua carriera come modello a sette anni, per Gap, dopo aver incontrato Ralph Lauren in un negozio di giocattoli a New York. Partecipò anche alla pubblicità per alcune marche di yogurt. Il suo primo annuncio pubblicitario risale a quando aveva sei anni.
A scuola, partecipò a numerose rappresentazioni teatrali, incluso il ruolo di Willy Wonka nella produzione de La fabbrica di cioccolato. Pettyfer frequentò due scuole private: The Mall School, una piccola scuola a Twickenham, e poi la Lambrook Haileybury School a Berkshire. Successivamente frequentò altri due collegi privati: Millfield School a Street, nel Somerset, e il Shiplake College vicino a Henley-on-Thames nell'Oxfordshire. Dopo aver conseguito il GCSE (Certificato Generale di Scuola Secondaria), lasciò il Shiplake College per andare nella privata Sylvia Young Theatre School a Londra.

## Carriera

### Dal 2005 al 2011
Nel 2005, dopo la carriera di modello, Pettyfer fece il proprio esordio da attore professionista nella produzione televisiva britannica Tom Brown's Schooldays, interpretando il personaggio principale, Tom Brown; ricevette recensioni positive per il ruolo. Nel giugno 2005, fu scelto per l'importante ruolo della spia teenager del MI6 nel film Alex Rider: Stormbreaker, basato sul romanzo di Anthony Horowitz. Era uno dei 500 che avevano fatto audizione per il ruolo. Pettyfer scelse questo film invece di Eragon, dicendo che preferiva Stormbreaker perché sarebbe stato girato in Gran Bretagna, nell'Isola di Man, mentre Eragon sarebbe stato girato in Ungheria; Pettyfer era inoltre spaventato dall'idea di volare, perciò optò per Stormbreaker. Il film fu pubblicato il 21 giugno 2006 nel Regno Unito, il 6 ottobre 2006 negli Stati Uniti e il 21 settembre 2006 in Australia.
Una critica della performance di Pettyfer lo descrisse come interpretante il ruolo "con una seria intensità", mentre un altro notò che non era "del tutto a suo agio come attore". I media riportarono che il film avrebbe fatto di Pettyfer un teen idol. Pettyfer non riprese però il ruolo perché ormai troppo vecchio.
Apparì successivamente in Wild Child, un film girato in California, Kent e Yorkshire. Interpretò lo studente Freddie Kingsley e fu co-protagonista con Emma Roberts. Nel 2009, interpretò l'insensibile capobanda di un gruppo di crudeli teenager nella commedia horror Tormented. Partecipò al film Beastly, basato sul romanzo di Alex Finn, con Mary-Kate Olsen, Vanessa Hudgens e Neil Patrick Harris. Concluse il film il 13 agosto 2009 e il film fu pubblicato l'8 marzo 2011. Pettyfer interpretò il protagonista in Sono il Numero Quattro, insieme a Timothy Olyphant, Dianna Agron e Teresa Palmer; il film fu diretto da D. J. Caruso, prodotto da Michael Bay e prodotto esecutivamente da Steven Spielberg.
Fu inoltre annunciato che avrebbe rappresentato il pilota James Hunt nel film biografico Shunt, che avrebbe anche prodotto.
Gli fu offerta la parte di Jace Wayland nella trasposizione cinematografica del best seller di Cassandra Clare Shadowhunters - Città di ossa. Jamie Campbell Bower fu alla fine preso per il ruolo. A Pettyfer fu anche offerta la parte nell'adattamento cinematografico de The Wardstone Chronicles di Joseph Delaney, ma rifiutò. Era in fila per partecipare a "The Paperboy", basato sul romanzo omonimo di Pete Dexter, ma ancora rifiutò il ruolo (alla fine occupato da Zac Efron). Nel 2011 uscì In Time, in cui ricoprì il ruolo secondario di Fortis.

### Dal 2012 a oggi
Nel 2012 uscì Magic Mike, in cui interpretò uno dei protagonisti, Adam alias The Kid, aspirante stripper in un locale di Tampa. Per interpretare il ruolo, Pettyfer dovette incrementare notevolmente la propria massa muscolare, passando da 72 a 89 kg. Dovette inoltre sottoporsi a varie sedute di depilazione, per eliminare i peli superflui. A metà 2012, fu annunciato che Pettyfer avrebbe partecipato a The Butler, con John Cusack, Alan Rickman, Jane Fonda, Melissa Leo e Forest Whitaker. Fu anche scelto per Diamond Dogs, basato su un libro di Alan Watt, e per il thriller Cali di Nick Cassavetes con Amber Heard, che sostituì Kristen Stewart dopo che questa ebbe abbandonato la produzione.
Nel 2013 viene scelto insieme a Gabriella Wilde per Endless Love, remake del film Amore senza fine del 1981 diretto da Franco Zeffirelli, con Brooke Shields e Martin Hewitt, la pellicola ha come tema centrale l'amore tra due adolescenti ostacolato dalle rispettive famiglie, nel cast anche Joely Richardson, il film è uscito nelle sale americane il 14 febbraio 2014, mentre in Italia il 5 giugno dello stesso anno.
Nel 2015 è nel cast di Elvis & Nixon accanto a Michael Shannon e Kevin Spacey.

## Vita privata
Nel giugno 2009, Pettyfer è stato votato al numero 35 tra i "50 uomini più appetibili" sulla rivista femminile britannica Company's. Nell'agosto 2009, la rivista britannica Glamour lo collocò al numero 21 della propria lista degli uomini più sexy del mondo.
Pettyfer ha sette tatuaggi, inclusa una croce celtica sul suo petto, una scritta tibetana all'interno del suo braccio destro, la massima araba "What Goes Around Comes Around" sulla sua spalla destra, una scritta in katakana nel basso ventre, e le lettere "ER", le iniziali della sua ex ragazza Emma Roberts, all'interno di due cuori uniti sul suo polso destro.
Pettyfer e April Pearson ebbero una breve relazione nel 2009 durante le riprese del film Tormented.
Nel marzo 2012, la rivista US Weekly riportò che Pettyfer e l'attrice e modella Riley Keough, nipote del celebre Elvis Presley, si erano fidanzati, anche se poi si lasciarono nell'agosto dello stesso anno. Dall'aprile 2014 fino ad aprile 2017 ha avuto una relazione con la modella Marloes Horst. Da febbraio 2019 frequenta la modella Toni Garrn e a dicembre i due annunciano il loro matrimonio. La coppia ha un figlia, Luca Malaika, nata nel luglio 2021. Nell'aprile 2023 la coppia annuncia la separazione.

## Filmografia

### Cinema
- Stormbreaker, regia di Geoffrey Sax  (2006)
- Wild Child, regia di Nick Moore (2008)
- Tormented, regia di Jon Wright (2009)
- Beastly, regia di Daniel Barnz (2011)
- Sono il Numero Quattro (I Am Number Four), regia di D. J. Caruso (2011)
- In Time, regia di Andrew Niccol (2011)
- Magic Mike, regia di Steven Soderbergh (2012)
- The Butler - Un maggiordomo alla Casa Bianca (The Butler), regia di Lee Daniels (2013)
- Un amore senza fine (Endless Love), regia di Shana Feste (2014)
- Elvis & Nixon, regia di Liza Johnson (2016)
- The Strange Ones, regia di Christopher Radcliff (2017)
- Back Roads, regia di Alex Pettyfer (2018)
- The Last Witness - L'ultimo testimone (The Last Witness), regia di Piotr Szkopiak (2018)
- Echo Boomers - La banda dei Chicago, regia di Seth Savoy (2020)
- Collection - Il debito (Collection), regia di Marianna Palka (2021)
- La macchina infernale (The Infernal Machine), regia di Andrew Hunt (2022)
- Il ministero della guerra sporca (The Ministry of Ungentlemanly Warfare), regia di Guy Ritchie (2024)
- Chief of Station - Verità a tutti i costi (Chief of Station), regia di Jesse V. Johnson (2024)

### Televisione
- Tom Brown's Schooldays, regia di Dave Moore – film TV (2005)
- The I-Land – miniserie TV (2019)

### Regista
- Back Roads (2018)

## Doppiatori italiani
Nelle versioni in italiano dei suoi film Alex Pettyfer è stato doppiato da:
- Marco Vivio in Wild Child, In Time, The Butler - Un maggiordomo alla casa bianca, The I-Land
- Andrea Mete in Beastly, Sono il Numero Quattro, Un amore senza fine
- Jacopo Venturiero ne La macchina infernale, Il ministero della guerra sporca
- Fabrizio De Flaviis in Alex Rider: Stormbreaker
- Davide Perino in Magic Mike
- Gianfranco Miranda in Elvis & Nixon
- Daniele Raffaeli in The Last Witness - L'ultimo testimone

## Modello
- 2008: Burberry – primavera/estate
- 2008: Burberry – The Beat For Men Eau de Toilette
- 2009: Burberry – primavera/estate

## Riconoscimenti
| Anno | Premio              | Categoria                                                                        | Nominato per                     | Risultato       |
| ---- | ------------------- | -------------------------------------------------------------------------------- | -------------------------------- | --------------- |
| 2007 | Young Artist Awards | Best Performance in an International Feature Film Leading Young Actor or Actress | Stormbreaker                     | Candidato/a     |
| 2007 | Empire Award        | Best Male Newcomer                                                               | Stormbreaker                     | Candidato/a     |
| 2010 | ShoWest Award       | Male Star of Tomorrow                                                            | Male Star of Tomorrow            | Vincitore/trice |
| 2011 | MTV Movie Awards    | Biggest Badass Star                                                              | Sono il Numero Quattro           | Candidato/a     |
| 2011 | Teen Choice Awards  | "Choice Movie: Liplock" (condiviso con Vanessa Hudgens)                          | Beastly                          | Candidato/a     |
| 2011 | Teen Choice Awards  | "Choice Movie: Breakout Male"                                                    | Beastly e Sono il Numero Quattro | Vincitore/trice |